# 新内外綿
新内外綿株式会社（しんないがいめん、英: Shinnaigai Textile Ltd.）は大阪府大阪市にある繊維会社。シキボウの100%子会社。

## 沿革
- 1887年9月 - 有限会社内外綿設立
- 1893年11月 - 内外綿株式会社に商号変更
- 1948年12月 - 財閥解体第2次対象企業に指定され新内外綿として再編
- 1950年1月 - 大阪証券取引所に上場
- 2003年4月 - シキボウの傘下入り
- 2013年7月 - 大阪証券取引所と東京証券取引所の現物株市場統合に伴い、東京証券取引所第2部に上場
- 2021年
  - 7月20日 - 東京証券取引所第2部上場廃止
  - 7月26日 - 株式交換により、シキボウの完全子会社となる[1]

## 会社概要

### 在華紡・「内外綿」
1887年8月27日、大阪の繰綿問屋4社の共同出資で内外綿（ないがいめん）創立（資本金50万円）、当初は日本国産および中国産綿の安定確保を目的とする商社であったが、後にインド産やアメリカ産をも取り扱うようになる。1903年以降は紡績業にも進出し、いち早く作業工程に機械化を推進し国内での繊維部門の中核企業へ早期に成長するとともに、同業他社との競争で苦戦を強いられていた商社から紡績業への転換が図られた。明治40年代には商社時代のつながりを生かす形で生産拠点を中国本土に拡大し、1911年に上海に工場を建設する。以降、青島・金州などにも工場を建設、国策企業としての一翼を担い昭和10年代には日本を代表する紡績会社へと躍進していったが、一方で有力在華紡の1つとして五・三〇事件などの反日運動の舞台ともなった。日中戦争によって青島工場が破壊されるものの、日本軍が占領した繊維工場の経営委任や重化学工業への進出などの勢力拡大の展開も見られた。

### 「新内外綿」への再生
日本の太平洋戦争敗戦に伴い内外綿は中国本土の対外資産を失いかつ戦後の財閥解体対象企業に指定され、1948年に第二会社として新内外綿を設立（旧・内外綿は1949年に解散）、往時の規模を大幅に縮小しての再出発となった。1950年からは朝鮮戦争の特需により米軍用制服等の原料となる綿糸の生産はフル稼働となった。その後は紡績技術を応用しての繊維新素材の開発・研究に注力している。また、親会社シキボウ・子会社ナイガイテキスタイルとの共同事業も行なっている。

## 工場
かつては滋賀県に彦根工場（彦根市小泉町）があったが、1998年6月に閉鎖、2002年3月に工場跡地売却。
ナイガイテキスタイル(海津)は2019年内部構造改装中。効率のいい生産スタイルを構築中。

## 関連会社
- ナイガイテキスタイル 〒503-0411 岐阜県海津市南濃町駒野778